# Laura Ioana Paar
Laura Ioana Paar (Bucarest, 31 de mayo de 1988) es una jugadora rumana de tenis femenino. Su mejor ranking en individual es el 200° lograndolo en marzo de 2020. Ganó su primer título en el circuito WTA en el torneo de Lyon.

## Títulos WTA (1; 0+1)

### Dobles (1)
| Leyenda                    |
| Grand Slam (0)             |
| WTA Tour Championships (0) |
| Premier Mandatory (0)      |
| Premier 5 (0)              |
| Premier (0)                |
| International (1)          |

| N.º | Fecha              | Torneos | Superficie | Pareja          | Oponentes en la final           | Resultado |
| --- | ------------------ | ------- | ---------- | --------------- | ------------------------------- | --------- |
| 1.  | 8 de marzo de 2020 | Lyon    | Dura (i)   | Julia Wachaczyk | Lesley Kerkhove Bibiane Schoofs | 7-5, 6-4  |